# ابن کواء
عبدالله بن کواء معروف به ابن کواء از قرآ کوفه بود که در زمان خلافت عثمان بر حاکم کوفه، سعید بن عاص شورید. وی به همراه جمعی دیگر به شام تبعید شد. در زمان خلافت علی بن ابی طالب در نبرد صفین شرکت کرد و از حامیان حکمیت بود. وی سردسته افرادی بود که ابوموسی اشعری را به عنوان نماینده کوفیان بر علی تحمیل کردند. گروهی که ابن کواء رهبرشان بود، بشدت اهل عبادت بودند. آنها در بازگشت از صفین، به حرورا رفتند و هسته اولیه جمعی را که بعداً خوارج خوانده شدند، تشکیل دادند. حروریان، ابن کواء را به امامت جماعت و شبث بن ربعی را به فرماندهی جنگ گماشتند. پس از هفت ماه، عبدالله بن وهب راسبی رهبر خوارج شد. بنابر بعضی روایات، ابن کواء و نیز شبث بن ربعی پس از اجتماع حروراء و پیش از نبرد نهروان‌ از گروه خوارج جدا شدند و به منازل خود بازگشتند. طبق برخی منابع ابن کواء  در روز مناظره با علی از  خوارج جدا شده است و برخی دیگر می گویند وی در روز نبرد جدا شده است.  اهل سنت ابن کواء را راوی معتبر و صحیح الحدیث نمی‌شناسند و مؤلفان شیعه او را خارجی ملعون می دانند. 